# Maria Lluïsa Amorós Corbella
Maria Lluïsa Amorós Corbella (Reus, 1 d'agost de 1954) és una novel·lista i professora catalana.
Llicenciada en Filologia Hispànica i Filologia Catalana per la Universitat de Barcelona, delegació de Tarragona (avui URV) és catedràtica de Llengua Catalana i Literatura, i va exercir la docència a l'INS Gaudí de Reus des del 1978 fins al 2016. Com a membre del PEN Català va participar en el Fòrum 2004 Paraules i Futur a Palma.
En el camp de la literatura, s'ha dedicat sobretot la novel·la i la novel·la juvenil. Des del seu debut, l'any 1986, amb Poppis i Isolda, ha publicat dinou novel·les en llengua catalana, una de les quals ha estat traduïda al castellà. Amb Aquella tardor amb Leprechaun va obtenir un Premi Vaixell de Vapor 1987.
Maria Lluïsa Amorós Corbella és filla del poeta Xavier Amorós Solà.

## Obra literària
Es va iniciar amb novel·les juvenils com Poppis i Isolda (1986), El misteri dels Farrioles (1987), Aquella tardor amb Leprechaun (Premi Vaixell de Vapor 1987), Dietari secret (1990), Jardí abandonat (1993), D'on véns, Jan? (1994), Una setmana de Pasqua (2000), Me'n torno al carrer Kieran (2008) i El misteri de la capsa magnètica (2015).
Amb Els til·lers de Mostar (1996) va començar una etapa de novel·la per a adults que va continuar amb Vora el llac (1999), Un glop de calvados (2003), La força d'Aglaia (2016), El retorn de l'Àngela (2017), La casa de Rose Warren (2018), Berenar sota les moreres (2019), Els nens de la senyora Zlatin (2021) finalista Premi Ramon Llull de novel·la 2020. I, també, finalista del 22è Premi Joaquim Amat-Piniella. Confidències vora el Tàmesi, 2023. Quan el passat ets tu, 2025.

Novel·la finalista del Premi Ramon Llull 2020